# Murphys Black Duck Lake
Murphys Black Duck Lake är en sjö i Kanada.   Den ligger i provinsen Nova Scotia, i den östra delen av landet, 1 000 km öster om huvudstaden Ottawa. Murphys Black Duck Lake ligger 59 meter över havet. Arean är 0,10 kvadratkilometer.